# Leptopholcus dioscoridis
Leptopholcus dioscoridis är en spindelart som beskrevs av Christa L. Deeleman-Reinhold och van Harten 200. Leptopholcus dioscoridis ingår i släktet Leptopholcus och familjen dallerspindlar.
Artens utbredningsområde är Socotra. Inga underarter finns listade i Catalogue of Life.